# Steve Anderhub
Steve Anderhub (Lucerna, 12 luglio 1970) è un ex bobbista svizzero.

## Biografia
Ai XIX Giochi olimpici invernali (edizione disputatasi nel 2002 a Salt Lake City, Stati Uniti d'America) vinse la medaglia d'argento nel Bob a 2 con il connazionale Christian Reich partecipando per la nazionale svizzera, venendo superati da quella tedesca a cui andò la medaglia d'oro.
Il tempo totalizzato fu di 3:10,20 con un breve distacco dalla prima classificata: 3:10,11 il loro tempo.
Inoltre ai campionati mondiali vinse una medaglia di bronzo nel bob a quattro nel 2001.